# Белведере (Ваймар)
Вижте пояснителната страница за други значения на Белведере.
Белведере (на немски: Schloss Belvedere) е лятна резиденция в близост до град Ваймар, една от най-хубавите в провинция Тюрингия. Сградата и паркът с многото екзотични растения са част от ансамбъла „Класически Ваймар“ и са обявени от ЮНЕСКО през 1998 г. за световно културно наследство.

## Местоположение
Дворецът и многобройните допълнителни постройки, както и паркът се намират на хълма „Айхенлайте“, залесен с дъбове, на около 4 км южно от центъра на града. Центърът и хълмът са свързани от права алея, наречена Белведерер Алее.

## Дворецът

### История
Бароковият дворец е изграден между 1724 и 1744 г. от Йохан Адолф Рихтер и Готфрид Хайнрих Кроне като резиденция за херцог Ернст Аугуст I фон Заксен - Ваймар като един от любимите му измежду двайсетте ловни замъци и летни резиденции. За образец строителите вземат двореца Белведере във Виена. Дворецът е боядисан в жълто, като централната част с малката кула се откроява, а отстрани се издигат два павилиона с куполи. Дворецът се издига в южната част на един кръгъл площад с „Дворцовите фонтани“, около който са групирани симетрично и т.нар. „Къщи на кавалерите“. Днес тези къщи носят имената „Къщата на Бетховен“ и „Къщата на Бах“ на изток и „Къщата на Моцарт“ и „Къщата на Хайдн“ на запад. Теренът се спуска отвесно на север и разкрива красива гледка към града.
Във вътрешността на двореца правят впечатление четири картини, направени от фаянсови плочки, издържани в характерното Делфтско синьо (по името на холандския град Делфт) с типичните холандски мотиви като платноходи, вятърни мелници и др. Те са поставени през късния 19 век. Изобщо в целия дворец има много фаянс и от по-ранно време, който най-вероятно е произвеждан в тамошната работилница.
От 1756 г. до предаване на собствеността на провинция Тюрингия през 1921 г. дворецът е имал различни функции. От 1806 до 1853-59 е бил представителна лятна резиденция на ваймарския херцог Карл Фридрих и неговата съпруга Мария Павловна. По-късно части от сградата са служели за частно училище.

### Дворецът днес
Днес постройките на двореца са отворени отново за посетители след продължително саниране. В същинската част на двореца е разположен Музей на рококо, в който са изложени картини и портрети от 17, 18, и 19 век. Показани са колекции и от стъклени чаши, порцелан, фаянс и мебели. Повечето от „Къщите на кавалерите“ са част от Висшето училище по музика „Франц Лист“ и служат като зали за упражнения и семинари на певци, китаристи и акордеонисти.

## Дворцовия парк с оранжерията
Големия 430 декара дворцов парк е изграден по времето на херцог Ернст Аугуст I от 1728 до 1748 г., първоначално като представителен парк в строг френски барок. Точно зад двореца е бил обособен ловен парк, а в източната част на парка: оранжерия. Сградата на оранжерията е започната през 1731 г. по проект на Йохан Адолф Рихтер в стил барок, завършена е през 1750 г. През 1760 е построена т.нар. „Дълга къща“, а през 1808 ансамбълът е завършен с „Новата къща“.
След 1758 г. започва бавно отстъпление от симетричността на градината. Например между другото се премахват заобикалящите двореца вътрешни дворове, а и някои сгради.
От 1811 г. при царуването на Великия херцог Карл Фридрих започва преобразуването на парка от бароков в стил „английски парк“. За своята съпруга, царкиня Мария Павловна, той заповядва изграждането между 1811 и 1815 на т.нар. „Руска градина“, към която през 1823 се достроява амфитеатър, а през 1843 г. Лабиринт. Руската градина е миниатюрен модел на градината край лятната резиденция на царя в Павловск. В тази градина расте и т.нар. „кралско дърво“: Paulownia tomentosa, Syn.: P. Imperialis, наречено на името на сестрата на Мария Павловна - Анна. През 1844-45 г. зидът, ограждащ парка, е окончателно премахнат и от парка може вече безпрепятствено да се премине в гората наблизо.
Оранжерията, която първоначално е служела само за представителни цели, става доста популярна около 1820 г. със своята сбирка от растения. Йохан Волфганг Гьоте и великият херцог Карл Аугуст често посещавали оранжериите в Белведере, за да правят научни изследвания и опити. През 1818-21 се построява т.нар. „Червена кула“ в близост до „Дългата къща“, край градината с цветята. Тази постройка е изписана от Адам Фридрих Йозер (днес реконструирана) и била използвана като ботанически кабинет. От него се открива най-хубавата гледка към околността.

## Белведере след 1945 г.
През 1945 г. Червената армия разполага своята комендатура в двореца. През 1946 г. между Белведерер алее и двореца се построява гробищен парк за съветски военнослужещи в провинция Тюрингия. Преди това, през 1937-38 г. тук е съществувало почетно гробище за националсоциалисти, като след края на войната останките на малкото погребани тук са преместени в Централното Ваймарско гробище. Между 1946 и 1975 г. в съветския гробищен парк са погребани над две хиляди цивилни и съветски военни лица.
През 2004 г. се извършва обширна реставрация на градините. Оранжерията, която се намира до къщата на градинаря днес все още подслонява през зимата екзотични растения, които през лятото се изнасят на открито и създават една средиземноморска атмосфера на целия комплекс. Едно останало от миналото канално подово отопление осигурява подходящата температура. До 2000 г. една част от сградите е използвана като изложбена площ за каляски и файтони от 18 и 19 век, от бившия парк от превозни средства на великия херцог.
В една умело вплетена в архитектурата на двореца Белведере сграда днес се намира Музикалната гимназия към двореца.